# Vieux-Charmont
Vieux-Charmont è un comune francese di 2 527 abitanti situato nel dipartimento del Doubs nella regione della Borgogna-Franca Contea.

## Società

### Evoluzione demografica
Abitanti censiti